# Zak Feau'nati
Pas d'image ? Cliquez ici

a Compétitions nationales et continentales officielles uniquement.

b Matchs officiels uniquement.
Dernière mise à jour le 19 août 2018.
 Isaac Malaetia Feau'nati, plus connu comme  Zak Feau'nati, né le 23 juillet 1973 à Wellington Nouvelle-Zélande, est un joueur de rugby samoan, évoluant au poste de troisième ligne centre pour l'équipe des Samoa (1,88 m et 118 kg).  
Au cinéma, il joue Jonah Lomu dans le film Invictus aux côtés de Morgan Freeman et Matt Damon

## Carrière

### En équipe nationale
Zak Feau'nati a connu 14 sélections internationales en équipe des Samoa entre 1996 et 2006.
Il a eu sa première cape le 12 novembre 1996 contre l'équipe d'Irlande.

## Palmarès

### En équipe nationale
- 14 sélections en équipe des Samoa
- 2 essais
- 10 points
- Sélections par saison : 1 en 1996, 1 en 1997, 4 en 1999, 6 en 2000, 2 en 2006.
- Participation à la Coupe du monde de rugby : 1999 (1 match, 0 comme titulaire).

## Vie personnelle
Sa fille, Maddie Feaunati, est également une joueuse internationale de rugby représentant l'Angleterre.

## Filmographie
- Invictus (2010) : Jonah Lomu